# DECHEMA

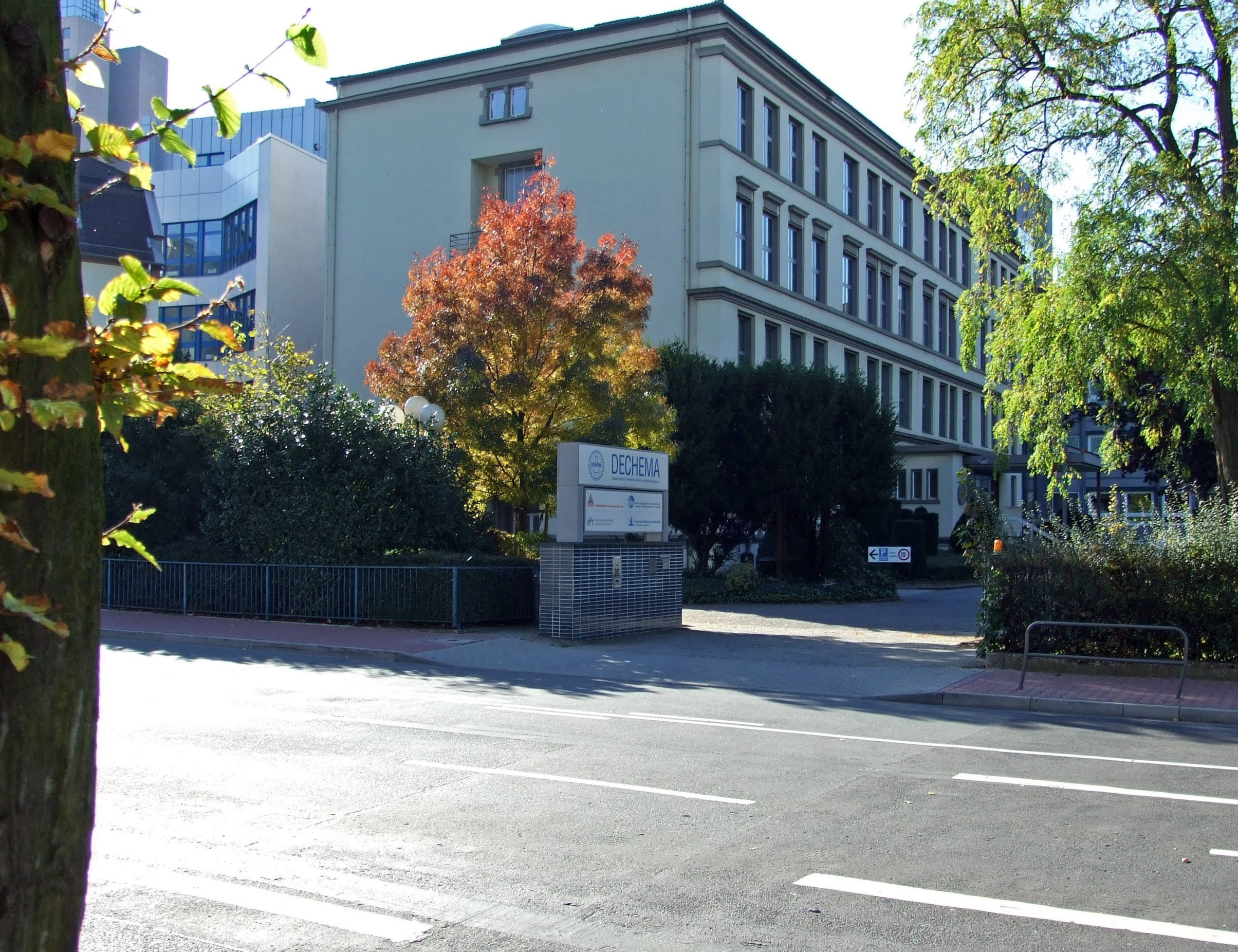
Sede da Dechema em Frankfurt am Main

DECHEMA (em alemão:  Gesellschaft für Chemische Technik und Biotechnologie — Sociedade para Engenharia Química e Biotecnologia) é uma organização sem fins lucrativos fundada em 1926, com sede em Frankfurt am Main.
Conta com mais de cinco mil associados, dentre químicos, biotecnólogos e engenheiros, bem como organizações e companhias. A DECHEMA oferece premiações, como por exemplo o Prêmio DECHEMA, por "contribuições de destaque na tecnologia de aparelhos químicos".
Seu propósito principal é dar suporte aos desenvolvimentos em tecnologia química, biotecnologia e proteção ambiental. É vista como uma interface entre ciência, economia, indústria e público. Com este fim é organizada a cada três anos a feira ACHEMA, em Frankfurt am Main, reconhecido como o maior evento de tecnologia química e biotecnologia.
A DECHEMA é membro da Federação Europeia de Engenharia Química.